# Observatori Astronòmic de Capodimonte
L'Observatori Astronòmic de Capodimonte (italià: Osservatorio Astronomico di Capodimonte) és el departament napolità de l’Istituto Nazionale di Astrofisica (Institut Nacional d’Astrofísica, INAF), la institució italiana més important que promou, desenvolupa i realitza investigacions científiques en els camps de l’astronomia, l’astrofísica i la ciència espacial.
L'Observatori Astronòmic es troba a Nàpols, Itàlia, en el pujol de Capodimonte, on es pot admirar l'esplèndid panorama de la ciutat i badia de Nàpols des de Vesuvi a Castel Sant'Elmo passant per Sorrento i Capri. L'Observatori participa en diversos projectes i recerques internacionals rellevants, com les missions Solar Orbiter i ExoMars, els estudis d'ones gravitacionals i el desenvolupament d'instruments observacionals per a l'E-ELT, el telescopi enorme de pròxima generació.
L'Observatori Astronòmic és la institució científica més antiga de Nàpols, i també exerceix un paper important per a promoure i difondre la cultura científica i el coneixement astronòmic en la societat. Per això acull algunes instal·lacions de divulgació com un planetari i un telescopi de 40 cm, i té una important col·lecció d'instruments astronòmics antics exhibits en el Musa-Museu d'instruments astronòmics, i un estrany i valuós llibre vell preservat a la biblioteca antiga.
L'Observatori Astronòmic de Nàpols va ser creat per Josep Bonaparte amb un decret del 29 de gener de 1807 a l'antic monestir de San Gaudioso al turó de Caponapoli. L’astrònom Giuseppe Cassella va ser el primer director de l'especola napolitana. Quan Joachim Murat va ser nomenat rei de Nàpols, va aprovar el 8 de març de 1812 la fundació d'un nou observatori al turó Miradois, un lloc no gaire lluny del palau reial de Capodimonte. L'astrònom Federigo Zuccari i l'arquitecte Stefano Gasse van concebre un monumental edifici d'estil neoclàssic, el primer que es va dissenyar a la capital del Regne de Nàpols. El 4 de novembre de 1812 es va posar la primera pedra del nou observatori amb una solemne cerimònia presidida pel ministre de l'Interior, Giuseppe Zurlo. Definit per l'astrònom Franz Xaver von Zach "El Vesuvi de l'Astronomia en erupció d'or", el nou observatori estava equipat amb la més avançada col·lecció de nous telescopis, com el telescopi equatorial Fraunhofer amb un objectiu de 17,5 cm, el més gran maig realitzat fins aquell moment, i dos cercles repetitius realitzats per la Reichenbach & Utzschneider Company a Múnic.
El 1812 Zuccari va establir també una biblioteca astronòmica a l'observatori de San Gaudioso. En quatre anys, la col·lecció va passar de 195 a 620 llibres. Zuccari va adquirir alguns d'aquests llibres de l'astrònom berlinès Johann Elert Bode, el secretari de l'ambaixada napolitana a Viena Severo Gargani, i dels llibreters de París del rei de les Dues Sicílies, Borel i Pichard.
A mitjan 1815, Ferran I de les Dues Sicílies tornava a ser el rei de Nàpols i va cridar a la capital a l'astrònom Giuseppe Piazzi per supervisar la conclusió de les obres amb l'ajut de Pietro Bianchi, l'arquitecte de la basílica de Sant Francesc de Paola. El nou observatori es va completar la tardor de 1819. L'astrònom Carlo Brioschi va fer la primera observació des de la cúpula de l'Observatori la nit del 17 de desembre de 1819 observant l'estrella α Cassiopeia.

## Directors
- Giuseppe Cassella (1791-1808)
- Ferdinando Messia de Prado (1809-1810)
- Federigo Zuccari (1811-1817)
- Carlo Brioschi (1817-1833)
- Ernesto Capocci (1833-1850)
- Leopoldo Del Re (1850-1855) interí
- Leopoldo Del Re (1855-1860)
- Ernesto Capocci (1860-1864)
- Annibale de Gasparis (1864-1889)
- Emmanuele Fergola (1889-1909)
- Francesco Contarino (1910-1912)
- Azeglio Bemporad (1912-1932)
- Luigi Carnera (1932-1948)
- Attilio Colacevich (1948-1953)
- Tito Nicolini (1953-1955)
- Massimo Cimino (1955-1957)
- Tito Nicolini (1957-1969)
- Mario Rigutti (1969-1992)
- Massimo Capaccioli (1993-2005)
- Luigi Colangeli (2005-2010)
- Massimo Della Valle (2010-2017)
- Marcella Marconi (2018-2023)
- Pietro Schipani (2024- )